# Taubehuset

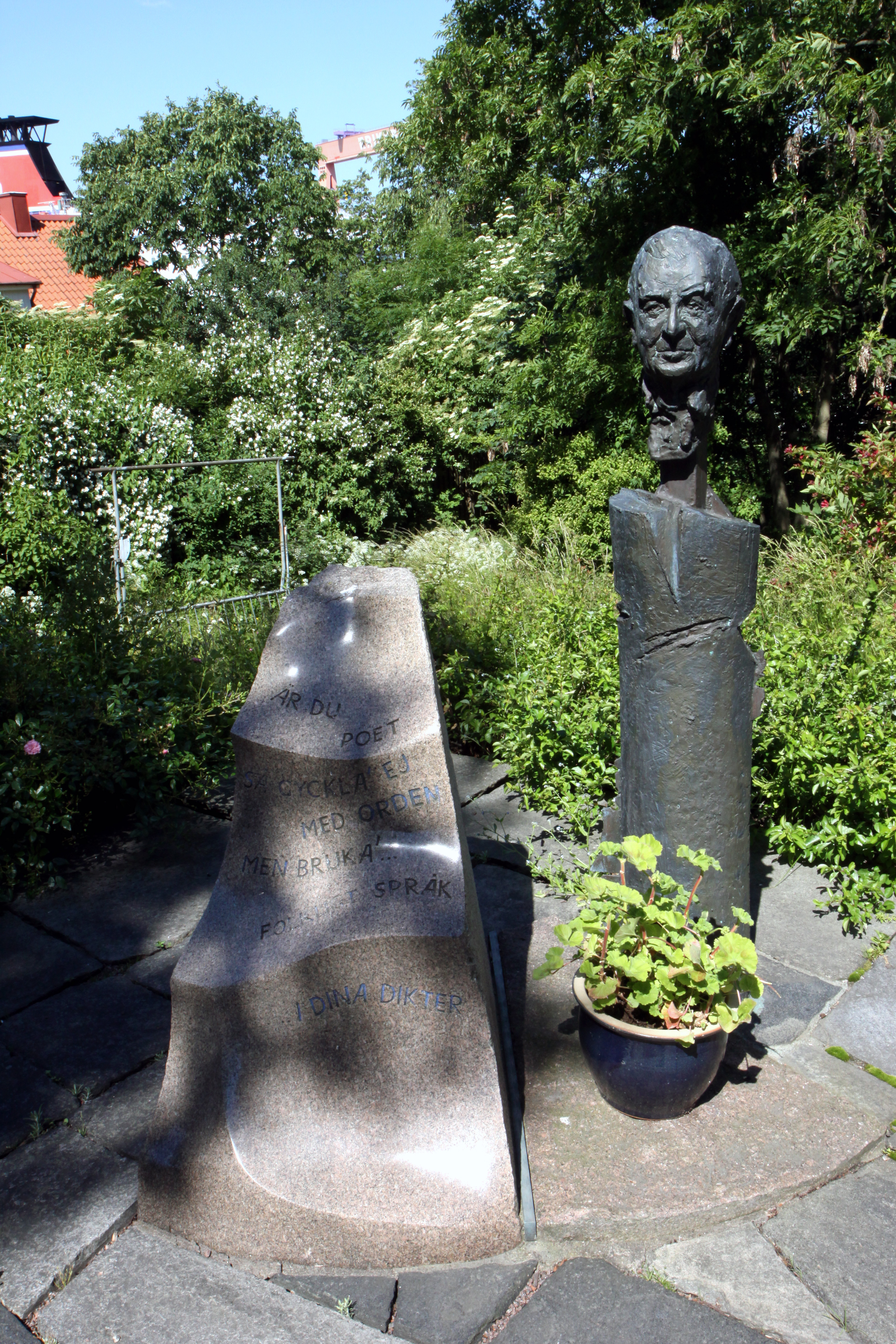
Staty och minnesmärke utanför Taubehuset.

Taubehuset, Majorna 222:2, är ett hus på Majnabbe-berget i Majorna i Göteborg. Huset byggdes 1796 av Kustens varv för kontor och bostäder. Evert Taubes familj bodde i huset från 1906, även om han själv mest vistades på annat håll. År 1950 ville hamnstyrelsen riva huset, men Evert Taube startade en kampanj för husets bevarande. På 1960-talet kom huset att ligga i vägen för den planerade Oscarsleden. Därför flyttades det 1967 cirka 100 meter till sitt nuvarande läge vid Taubegatan 3.
Huset är byggnadsminne sedan den 5 oktober 2010. Evert Taubes kammare är det enda rum där den ursprungliga interiören återskapats. När det nya huset invigdes efter flytten planterades ett päronträd utanför till minne av Evert Taube, som hade haft ett sådant utanför sitt fönster.
I dag används huset till bostad, föreningslokal och museum.